# Argenteuil
Argenteuil [aʀʒɑ̃ˈtœj]; (französisch Argenteuilⓘ) ist eine französische Gemeinde mit 107.135 Einwohnern (Stand 1. Januar 2022) im Département Val-d’Oise in der Region Île-de-France. Sie ist Unterpräfektur des Arrondissements Argenteuil sowie Verwaltungssitz von drei Kantonen innerhalb dieses Arrondissements. Die Einwohner werden Argenteuillais genannt.

## Geographie
Argenteuil ist eine Stadt in der Banlieue nordwestlich von Paris; sie liegt am rechten Ufer der Seine und ist der bevölkerungsreichste Ort des Départements. Die Stadt erstreckt sich fünf Kilometer entlang der Seine. Ursprünglich hat sie sich auf der Flussebene entwickelt, erstreckt sich heute aber auch über die beiden Hügel Cormeilles (167 Meter) und Sannois (124 Meter).
Die Fläche der Stadt beträgt 1722 Hektar (17,22 Quadratkilometer). Im Jahr 2005 lebten hier 102.400 Einwohner (Schätzung INSEE). Eingeteilt ist die Stadt in sechs Quartiere: Centre-ville (Innenstadt), Val-Notre-Dame, Val-d’Argent-Sud, Val-d’Argent-Nord, Orgemont-Volembert und Coteaux.
Benachbarte Gemeinden sind: Bezons, Épinay-sur-Seine, Sannois, Saint-Gratien, Cormeilles-en-Parisis, Sartrouville, Enghien-les-Bains, Gennevilliers, Colombes. Argenteuil grenzt an die Départements Hauts-de-Seine, Yvelines und Seine-Saint-Denis.

## Bevölkerungsentwicklung
| Jahr      | 1250 | 1520  | 1870  | 1901   | 1921   | 1931   | 1936   | 1959   | 1968   | 1978    | 1990   | 1999   | 2006    | 2011    | 2021    |
| --------- | ---- | ----- | ----- | ------ | ------ | ------ | ------ | ------ | ------ | ------- | ------ | ------ | ------- | ------- | ------- |
| Einwohner | 450  | 3.000 | 7.184 | 16.116 | 32.173 | 50.378 | 59.013 | 73.295 | 90.929 | 106.000 | 93.157 | 93.961 | 102.683 | 104.282 | 107.221 |

## Geschichte
Spuren menschlicher Anwesenheit gibt es im Seinetal seit 200.000 Jahren. Viele Ausgrabungen, die in seit 1877 in Argenteuil vorgenommen wurden, haben eine Reihe von Belegen hierfür erbracht. Zwei große prähistorische Grabstätten wurden in Argenteuil gefunden. La Butte Vachon und die Anlage Argenteuil 2. Diese befindet sich in der Rue du Désert im Hof der Firma Vivez. Im 4. Jahrhundert brachten die Römer den Weinanbau nach Argenteuil.
Der Name Argenteuil wird erstmals in einer Urkunde des Königs Childebert III. aus dem Jahr 665 verwendet, mit der das Kloster Argentioalum (Notre-Dame d’Argenteuil) gegründet wurde.
Im 4. und 5. Jahrhundert wurde der Ort während der Völkerwanderung zerstört. Das Kloster wurde im 9. Jahrhundert wieder aufgebaut. Die berühmte Heloisa wurde zu Beginn des 12. Jahrhunderts hier Priorin. Zu dieser Zeit spielte der Weinbau in Argenteuil eine bedeutende Rolle, da von ihm rund 1500 Einwohner lebten. Man schätzte seinerzeit die Qualität des Vin d'Argenteuil, was sich in der Folge jedoch stark änderte. Der Weinbau hatte eine bedeutende Aktivität in der Schifffahrt zur Folge.
Die Stadt besaß die Heilige Tunika Christi, die ihr von Karl dem Großen geschenkt worden war (seine Tochter Theodrada war hier Äbtissin). 1544 genehmigte König Franz I. den Bau einer Befestigung um den Ort, um die Reliquie zu schützen. 1567 wurde das Kloster von den Hugenotten verwüstet. Argenteuil mit seinem ehemaligen Benediktinerkloster gründet sozusagen auf der Heiligen Tunika, welche bis auf den heutigen Tag noch in der Basilika Saint Denys verehrt wird, insbesondere mit einer feierlichen Ausstellung dieser Reliquie im vom Papst ausgerufenen „Heiligen Jahr“ 2016, vom 15. März bis 10. April.
Ende des 18. Jahrhunderts begann man in Argenteuil mit der Produktion von Getreide, um den häufigen Hungersnöten zu begegnen; in dieser Zeit wurden mehrere Windmühlen am Flussufer gebaut.

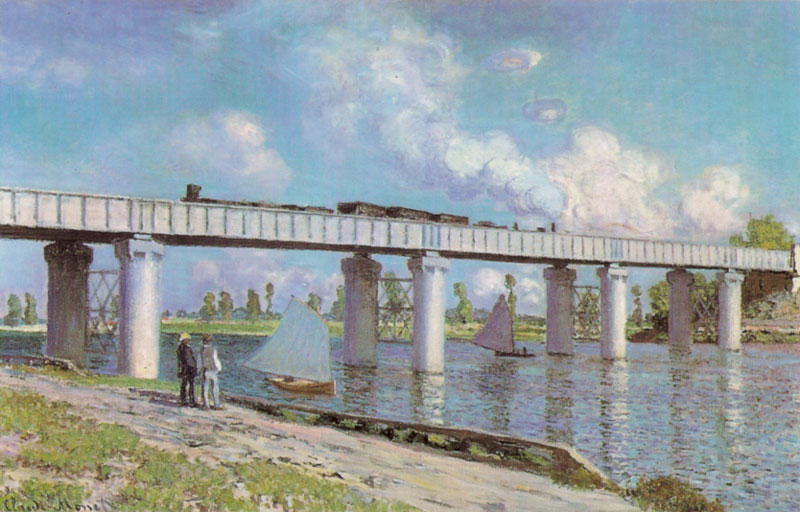
Die Eisenbahnbrücke von Argenteuil, 1873, von Claude Monet

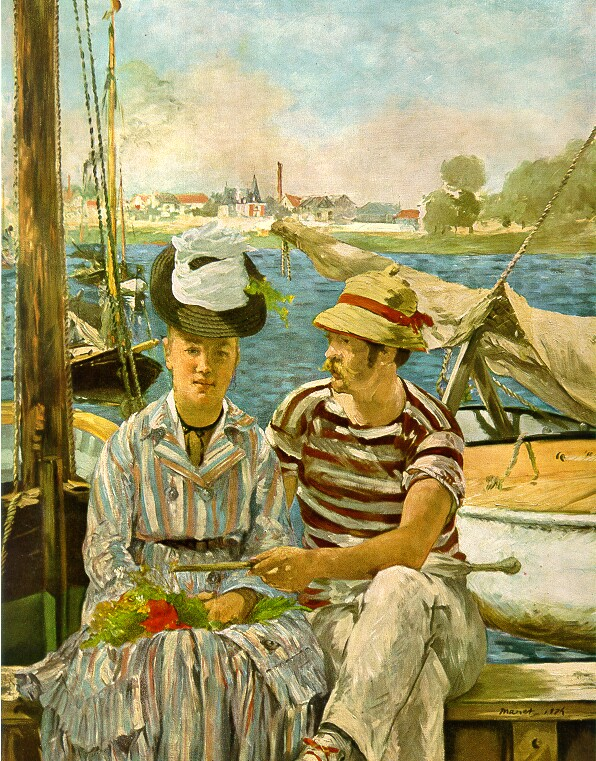
Argenteuil, 1875, von Édouard Manet

Zu Beginn des 19. Jahrhunderts wurden die Befestigungsanlagen abgerissen. Mit den Steinen wurde ein Arm der Seine aufgefüllt, der heute den Boulevard Héloise bildet. 1832 wurde die Straßenbrücke Pont d’Argenteuil über die Seine gebaut, die bis 1910 mautpflichtig war. Mit dem Bau der Eisenbahn im Jahr 1851 und der Eisenbahnbrücke Argenteuil wurde der Ort ein sonntägliches Ausflugsziel für die Einwohner von Paris. Die Impressionisten besuchten häufig die Stadt. Claude Monet wohnte hier von 1871 bis 1878. Der Spargel von Argenteuil, den man zwischen den Weinstöcken zog, wurde dank Louis Lhérault berühmt. 1866 wurde die Kirche Saint-Denis durch den Architekten und Träger des Prix de Rome Théodore Ballu gebaut.
Während der Industrialisierung siedelten sich Fabriken am Flussufer an: Schiffs- und Flugzeugwerften (Dassault-Bréguet, Lorraine Dietrich, Donnêt-Leveque, Schreck) und Metallindustrie (die Firma Joly aus Argenteuil hat die Pariser Markthallen ebenso gebaut wie den Gare Saint Lazare).
1921 zählte man in der Stadt rund 100 Industrieunternehmen sowie eine weitaus größere Zahl von Handwerksbetrieben. 1924 war Argenteuil Austragungsort der olympischen Ruderwettbewerbe. Das Volksbad besteht seit 1935.
Nach dem Zweiten Weltkrieg wurde für Argenteuil die Stadtentwicklung zum zentralen Thema, da die Einwohnerzahl unaufhörlich wuchs. In den 1960er Jahren wurden auf bisher landwirtschaftlich genutzten Flächen Hochhäuser und Wohnanlagen errichtet, so dass heute nur noch im Norden der Stadt einige Obst- oder Gemüsegärten zu finden sind.

## Politik
Argenteuil war seit dem Ende des 19. Jahrhunderts ein Zentrum der Arbeiterbewegung und traditionell eine Hochburg der Kommunisten. Bei den Gemeindewahlen vom 26. Januar und 2. Februar 2003 kandidierte erfolglos der frühere Präsident der Parti communiste français, Robert Hue. Von 2001 bis 2008 wurde Argenteuil von der konservativen UMP regiert. Kontrovers wurde immer wieder die Politik der konservativen Stadtregierung gegen Bettler und Obdachlose diskutiert. Hohe Wellen auch international erzeugte etwa der Einsatz von übelriechenden Chemikalien (Repellentien) zur Vertreibung von Obdachlosen im Sommer 2007.
Seit April 2014 ist Georges Mothron (früher UMP, jetzt Les Républicains)  Bürgermeister: 2020 wurde er wiedergewählt.

### Bürgermeister von Argenteuil
- 1790 Jean-Jacques Collas
- 1791 Étienne Chevalier
- 1792 Antoine David
- 1797 Jean-François Lheraut
- 1800 Jean-Baptiste Dulong
- 1814 Jean Antoine Collas
- 1815 Jean Grégoire Collas
- 1821 Jean Charles Maingot
- 1826 Hyacinthe Bernier
- 1831 Isidore Recappee
- 1835 Maurice Beringier
- 1836 Olivier Dubaut
- 1842 Charles Touzelin
- 1843 Nicolas Jacques Chevalier
- 1847 Charles Touzelin
- 1847 Nicolas Jacques Chevalier
- 1847 Étienne Olivier Chevalier
- 1848 Jean-Jacques Collas
- 1848 Jacques Isidore Recappee
- 1851 Charles Touzelin
- 1865 Louis-Eugène Aubry
- 1870 Louis Taillandier
- 1871 François Charpentier
- 1878 Gustave Dantier
- 1892 Jacques Defresne Bast
- 1896 Alfred Labriere
- 1900 Jacques Defresne Bast
- 1904 Lemoine Riviere
- 1912 Jacques Defresne Bast
- 1919 Alfred Labriere
- 1922 Jean Taillandier
- 1925 Léopold Gautherin
- 1929 Jean Baptiste Decoman
- 1935 Victor Dupouy
- 1940 Capitaine Herraut (unter deutschem Oberkommando)
- 1945 Victor Dupouy
- 1977 Robert Montdargent
- 1995 Roger Ouvrard (PCF)
- 2001 Georges Mothron (UMP)
- 2008 Philippe Doucet (PS)
- seit April 2014 Georges Mothron (UMP -> LR)

## Verwaltung
Argenteuil ist in drei Kantone aufgegliedert:
- Argenteuil-Est mit 33.780 Einwohnern
- Argenteuil-Nord mit 25.649 Einwohnern
- Argenteuil-Ouest mit 34.532 Einwohnern

## Sehenswürdigkeiten
Siehe auch: Liste der Monuments historiques in Argenteuil
- Basilika Saint-Denys
- Kapelle Saint-Jean-Baptiste
- La Butte Vachon (Megalithanlage, auch Argenteuil 1 genannt)
- Musée du vieil Argenteuil

## Spezialitäten
- Vins d'Argenteuil
- Spargel

## Städtepartnerschaften
Argenteuil listet folgende vier Partnerstädte auf:
| Stadt         | Land                   | seit |
| ------------- | ---------------------- | ---- |
| Alessandria   | Italien                | 1960 |
| Clydebank     | Vereinigtes Königreich | 1973 |
| Dessau-Roßlau | Deutschland            | 1959 |
| Hunedoara     | Rumänien               | 1974 |

## Töchter und Söhne der Stadt
- Jean-Étienne Delacroix (1847–1923), Landwirt und Amateurkünstler
- Albert Robida (1848–1926), Zeichner
- Edmond Fleutiaux (1858–1951), Koleopterologe
- Georges Braque (1882–1963), Maler
- Rolandaël (* 1921), Karikaturist
- Émile Carrara (1925–1992), Radrennfahrer
- Paul Le Person (1931–2005), Schauspieler
- Edmond Roudnitska (1931–2023), Leichtathlet
- Véra Valmont (* 1934), Schauspielerin
- Paul Personne (* 1949), Musiker
- Bernard Quilfen (1949–2022), Radrennfahrer und Sportlicher Leiter
- Sidney (* 1955), Musiker, Radio-/Fernsehmoderator, Hip-hop-Pionier
- Bruno Lebras (* 1962), Radrennfahrer
- Khalid Rahilou (* 1966), Boxsportler und Kickboxer
- Jean-Michel Monin (* 1967), Radrennfahrer
- Fabrice Henry (* 1968), Fußballspieler
- Ingrid Chauvin (* 1973), Schauspielerin und Moderatorin
- Tewfik Jallab (* 1982), Schauspieler
- Ella Kaabachi (* 1992), Fußballspielerin
- Kevin Mayer (* 1992), Zehnkämpfer
- Sébastien Cibois (* 1998), Fußballspieler
- Lilian Brassier (* 1999), Fußballspieler
- Kenny Nagera (* 2002), Fußballspieler
- Laurina Fazer (* 2003), französisch-guadeloupische Fußballspielerin

## Mit der Stadt verbundene Persönlichkeiten
- Heloisa (um 1095–ca. 1164), Äbtissin von Argenteuil
- Gustave Caillebotte (1848–1894), Maler, lebte in Argenteuil
- Claude Monet (1840–1926), Maler, lebte in Argenteuil
- Ary Scheffer (1795–1858), Maler, starb in Argenteuil

## Rezeption
In und um Argenteuil entstanden Gemälde wie Claude Monets Häuser in Argenteuil und Die Eisenbahnbrücke von Argenteuil (1873) sowie Wiese in Bezons (1874) oder Gustave Caillebottes Die Brücke von Argenteuil und die Seine (1885).